# Orange Volunteers
Els Orange Volunteers (Voluntaris Taronja, OV) o Orange Volunteer Force (Força de Voluntaris Taronja, OVF) són un menut grup paramilitar lleialista d'Irlanda del Nord. Va ser format el 1998 per lleialistes que s'oposaven a l'Acord de Divendres Sant i a l'alto el foc lleialista.